# リタ・クロケット
リタ・クロケット（Rita Louise Crockett、1957年11月2日 - ）は、アメリカ合衆国の元女子バレーボール選手、指導者。元アメリカ合衆国女子代表。ロサンゼルスオリンピック銀メダリスト。

## 来歴
テキサス州サンアントニオ出身、ヒューストン大学卒。1980年モスクワオリンピック代表に選出されたが、米国の出場ボイコットによりオリンピック出場はならなかった。1981年のワールドカップで、アメリカ合衆国は4位に終わったが、リタは大会ベスト6に選出された。翌1982年にペルーで開催された第9回世界選手権では銅メダルに輝いた。
1982年11月、ダイエーにバレー部が誕生したときにフローラ・ハイマンとともに来日。1987年までダイエーのアタッカーとして活躍。この間、1984年のロサンゼルスオリンピックに出場し、銀メダルの栄に浴した。
その後、1988年から1993年までイタリアのMatera and Romeでプレー。また1989年のビーチバレーボール世界選手権でアフリカ系アメリカ人として初優勝と遂げている。現役引退後は、1995年にスイス代表監督、1998年から2004年までアイオワ大学監督などを務めた。
2011年にバレーボール殿堂入りを果たした。

## 参考
- バレーボール殿堂 - リタ・クロケット（英語）
- リタ・クロケット - Olympedia（英語）
- 月刊バレーボール 月刊バレーボール1986年1月号臨時増刊 '86チームの顔 129ページ